# Гедеон (Харон)
Гедео́н (світське ім'я Харо́н Ю́рій Самуї́лович; нар. 10 червня 1960; Одеса, Українська РСР) — колишній проросійський священнослужитель з України, колаборант із Росією, сепаратист. Єпископ Макарівський, вікарій Київської єпархії  (2018—2023). Намісник МАФу, незаконно встановленого на місці зруйнованої Десятинної церкви. Громадянин Росії. Під час російського вторгнення в Україну перейшов на бік окупантів та втік до Росії.

## Біографія
Народився 10 червня 1960 року в місті Одесі в сім'ї робітників.
З 1967—1977 роках навчався в середній загальноосвітній школі № 7 міста Одеси, після закінчення якої ніс послух паламаря в храмі на честь Різдва Пресвятої Богородиці в селі Усатове, Біляївського району, Одеської області.
З 1979 по 1982 рік проходив строкову службу в лавах Радянської армії. Після демобілізації ніс послух псаломщика-паламаря у Свято-Петро-Павлівському кафедральному соборі Луганська.
Потім перейшов в клір Сумської єпархії, де став келейником архієпископа Курського Ювеналія (Тарасова).
7 жовтня 1987 року архієпископом Ювеналієм (Тарасовим) був пострижений у чернецтво з нареченням імені на честь пророка Гедеона, а 8 жовтня того ж року Сергієво-Казанському кафедральному соборі міста Курська тим же архієпископом був висвячений у сан ієродиякона.
З 1988 року, на запрошення архієпископа Омського Феодосія (Процюка), став кліриком кафедрального собору на честь Знамення Пресвятої Богородиці Тюменської єпархії.
У 1989 році владикою Феодосієм був висвячений у сан ієромонаха і призначений намісником відроджуваного Знам'янського Абалакского монастиря, а також настоятелем Тюменського храму на честь усіх святих.
З 1989 року намісник Знам'янського Абалакского чоловічого монастиря міста Тобольська, а також храму на честь Всіх святих міста Тюмень.
У 1991—1999 роках — клірик Американської Православної Церкви. За цей час ніс послух настоятеля: храму Покрови Пресвятої Богородиці Будинку милосердя в міста Сан-Франциско; храму на честь святого рівноапостольного князя Володимира міста Санта-Барбара; чоловічого монастиря на честь святителя Іоанна Шанхайського, Сан-Франциського чудотворця в місті Сан-Франциско.
З 1999 року — клірик Української Православної Церкви, штатний священик Свято-Іллінського храму міста Києва.
У 2000 році закінчив Київську духовну семінарію, а в 2002 році — екстерном Київську духовну академію.
У 2005 році призначений настоятелем київського храму на честь Різдва Пресвятої Богородиці (Десятинної), в 2009 році — намісником Різдва Пресвятої Богородиці Десятинного чоловічого монастиря р. Києва.
У 2012 році монастир хотіли знести. Пізніше була спалена капличка біля монастиря.
У 2013 році з благословення Блаженнішого Митрополита Київського і всієї України Володимира нагороджений правом носіння ігуменського жезла. Цього ж року нагороджений правом носіння другого хреста з прикрасами.
Єп. Гедеона багаторазово атакували націоналісти С14, «Братства» і інших організацій. Вони вимагали прибрати монастир який був незаконно зведений.
У жовтні отець Гедеон і ще кілька єпархій подали три позови до Верховного суду на квітневу постанову Верховної Ради — коли парламентарії звернулися до Константинополя за Томос про автокефалію. Харон вимагав скасувати документ, оскільки в ньому міститься втручання держави в церковні справи. Цікаво, що чергове засідання в справі мало відбутися 14 лютого 2019. Напередодні літа єп. Гедеона внесли на сайт «Миротворець» — як і багатьох інших священиків УПЦ, які активно висловлювалися проти автокефалії ПЦУ. Восени кампанія навколо Харона посилилася. Нардеп Ігор Луценко опублікував фото російського паспорта єп. Гедеона.
18 лютого 2019 року ДПСУ затримали в аеропорту «Бориспіль», депортували до Сполучених штатів Америки через діяльність, яка загрожує національній безпеці України одночасно з позбавленням українського громадянства через наявність у нього громадянства Росії та США та забороною на в'їзд в Україну. В. Новинський заявив, що підтримує Харона і що єпископ ніякого закону не порушив.

## Архієрейство
25 травня 2018 року був обраний єпископом Макарівським, вікарієм Київської митрополії. 16 червня був наречений, а 18 червня 2018 року митрополит Онуфрій у храмі Різдва Пресвятої Богородиці Голосіївського благочиння Києва звершив архиєрейську хіротонію архімандрита Гедеона в єпископа Макарівського, вікарія Київської митрополії.
5 лютого єпископ Гедеон розповів Конгресу США про нібито дискримінацію канонічної Церкви владою України. Владика Гедеон передав Держсекретареві США Майклу Помпео і американським конгресменам офіційне звернення УПЦ МП, в якому Церква просить розглянути випадки порушення прав і свобод віруючих.
На Різдво Христове в 2023 році співслужив митрополиту Казанському Кирилу в монастирі Казанської ікони Божої Матері, що в столиці Татарстану. Відправив Літургію і помолився за російських воїнів.
20 березня 2023 року його було звільнено за станом здоров’я з посад вікарія Київської Митрополії та намісника Різдва Пресвятої Богородиці Десятинного чоловічого монастиря Києва.